# You (The Kolors)
You è il terzo album in studio del gruppo musicale italiano The Kolors, pubblicato il 19 maggio 2017 dalla Baraonda Edizioni Musicali.

## Descrizione
L'album è stato registrato tra Londra e Milano e, pur non essendo un concept album vero e proprio, presenta come tematica ricorrente il rapporto verso i social network, con un messaggio che invita a rimanere coerenti con ciò che siamo e con la nostra personalità. Come sottolineato dal gruppo, il brano che meglio affronta il tema è l'omonimo You, in quanto nel testo viene spiegato come «buttiamo via tempo, speso ad autocondizionarci vivendo in un determinato modo... ma così non stiamo veramente vivendo». Il frontman Stash Fiordispino ha successivamente ampliato il tema del disco:

## Promozione
Il 19 aprile 2017 il trio ha annunciato l'uscita del primo singolo What Happened Last Night (avvenuta due giorni più tardi), aggiungendo che avrebbe visto la partecipazione del rapper statunitense Gucci Mane e del duo house italiano Daddy's Groove; contemporaneamente sono state rivelate le prime date del tour, che hanno avuto luogo tra luglio e agosto in diverse città italiane.
Il 30 giugno seguente è stato presentato il secondo singolo Crazy, mentre il 20 ottobre è stata la volta del terzo ed ultimo singolo Don't Understand, accompagnato da un video musicale girato presso il carcere militare di Peschiera del Garda.

## Tracce
Musiche di Stash Fiordispino, Daniele Mona e Alessandro Fiordispino, eccetto dove indicato.
1. Intro – 1:39 (testo: Stash Fiordispino, Sharon Simonetta – musica: Stash Fiordispino)
2. You – 3:00 (testo: Stash Fiordispino, Caterina Speranza)
3. Crazy – 3:38 (testo: Stash Fiordispino, Caterina Speranza)
4. What Happened Last Night (feat. Gucci Mane & Daddy's Groove) – 3:12 (testo: Stash Fiordispino, Gucci Mane, Sharon Simonetta – musica: Stash Fiordispino, Daniele Mona, Alessandro Fiordispino, Carlo Grieco (Daddy's Groove))
5. Don't Understand – 4:09 (testo: Stash Fiordispino, Caterina Speranza)
6. Chemical Love – 3:27 (testo: Stash Fiordispino, Caterina Speranza)
7. Souls Connected – 1:57 (musica: Stash Fiordispino)
8. Crystallize – 3:32 (testo: Stash Fiordispino, Sharon Simonetta)
9. High – 3:54 (testo: Stash Fiordispino, Sharon Simonetta – musica: Stash Fiordispino, Daniele Mona, Alessandro Fiordispino, Daddy's Groove)
10. No – 3:51 (testo: Stash Fiordispino, Sharon Simonetta)
11. What Happened Last Night – 3:12 (testo: Stash Fiordispino, Sharon Simonetta)
12. Dream Alone (feat. Andy Bell & Gem Archer) – 5:19 (testo: Stash Fiordispino, Andy Bell – musica: Stash Fiordispino, Daniele Mona, Alessandro Fiordispino, Andy Bell, Gem Archer)

## Classifiche
| Classifica (2017) | Posizione massima |
| ----------------- | ----------------- |
| Italia            | 4                 |